# Първа италианско-етиопска война
Италианско-етиопската война е война между Италия и Етиопия, продължила от 1895 до 1896 година.
Според сведения в българския печат, позоваващи се на данни от Френското министерство на колониите, военните действия приключват след преговори между Менелик II и майор Нерадзини през ноември 1896 г.